# روزا روجاس كاسترو
روزا روجاس كاسترو (بالإسبانية: Rosa Rojas Castro)‏ هي محامية كولومبية، ولدت في 29 يونيو 1919 في Tocaima ‏ في كولومبيا، وتوفيت في 22 أكتوبر 1959 في بوغوتا في كولومبيا بسبب التهاب الدماغ.